# 加藤幸兵衛
加藤 幸兵衛（かとう こうべえ、1893年（明治26年）12月27日 - 1982年（昭和57年）4月11日）は日本の陶芸家。本名は加藤福寿。
岐阜県出身。美濃における戦後の陶芸家。幕末から明治時代に美濃の染付磁器を焼く窯元の一つ、家業の幸兵衛窯を1911年（明治44年）に引き継いで5代目幸兵衛を名乗り、現在の幸兵衛窯の礎を築く。代々続く幸兵衛（幸兵衛窯）ではあるが、現在の近代幸兵衛窯の基（加藤幸兵衛窯または幸兵衛窯とも言われる）を築きあげたことでは初代であり、幸兵衛継承者。加藤卓男の父。
1950年から23年間の長きに渡り岐阜県陶磁器試験場（現・岐阜県セラミックス研究所）場長に就任。美濃窯業界の指導者としての重鎮人物で、美濃窯業界の近代化をはかり美濃焼の発展につくした。作家としての作風は青磁、天目、李朝写、金襴手、染付、赤絵、色絵磁器など中国陶磁器再現や乾山写など幅広い技法を習得し再現、その作域は広い。戦後に新設された日本伝統工芸展などに出品。1960年代から1970年代には自らの個展を中心に作品を発表し、晩年に手掛けた明時代の金襴手をベースにした作品が知られている。1973年（昭和48年）岐阜県の無形文化財保持者の認定。1982年（昭和57年）4月11日、88歳で死去。

## 略歴
- 1893年12月27日、四代加藤幸兵衛の長男として生まれる。
- 1911年に家業の幸兵衛窯を継承。近代幸兵衛窯の元を築く
- 1931年 第11回帝展に初入選。
- 1950年 岐阜県陶磁器試験場（現在の「岐阜県セラミックス研究所」）場長に就任(在期23年間)。
- 1956年 日本工芸会正会員。
- 1973年 岐阜県の無形文化財保持者に認定。幸兵衛80歳
- 1974年 日本工芸会理事。
- 1982年4月11日没。88歳没。